# Raúl Rojas
Raúl Rojas González (n. en 1955 en la Ciudad de México), nacionalizado alemán en 1996, es un profesor de matemáticas e informática de la Universidad de Nevada, Reno, en Estados Unidos, y un reconocido experto en redes neuronales artificiales, inteligencia artificial, epidemiología y encuestas para medición de preferencias (de acuerdo a él mismo en el caso de las últimas dos). Los robots de fútbol FU-Fighters construidos en su equipo de investigación fueron campeones mundiales en 2004 y 2005. En este momento se dedica a un proyecto de automóvil sin piloto llamado Spirit of Berlin.[cita requerida]

## Educación
Estudió la licenciatura en la Escuela Superior de Física y Matemáticas del Instituto Politécnico Nacional y la maestría en física y matemáticas, y cursó los créditos de maestría en economía en UNAM.[cita requerida]
Obtuvo el doctorado en economía en la Universidad Libre de Berlín.[cita requerida]
Obtuvo la habilitación en ciencias de la computación en la Universidad Libre de Berlín.[cita requerida]

## Premios
- 2001: Premio emprendedor multimedia del Ministerio de Finanzas y Tecnología de Alemania
- 2002: Premio Europeo al Software Académico
- 2004 y 2005: Primer lugar mundial en fútbol robótico con los FU-Fighters
- 2005: Premio Wolfgang von Kempelen por la Historia de la Informática
- 2015: Profesor del Año por la Sociedad de Profesores de Alemania
- 2015: Premio Nacional de Ciencias y Artes en la categoría de Tecnología y Diseño por el Gobierno de México

## Obras
- Neural Networks - A Systematic Introduction Springer, Berlín, 1996. Disponible en forma de e-book
- Die Rechenmaschinen von Konrad Zuse, Springer, 1998.
- The First Computers, MIT Press, Cambridge, 2000.
- Encyclopedia of Computers and Computer History, Fitzroy-Dearborn, Chicago, 2001.
- RoboCup 2002: Robot Soccer World Cup VI (Lecture Notes in Computer Science), 2002.